# Вудіз

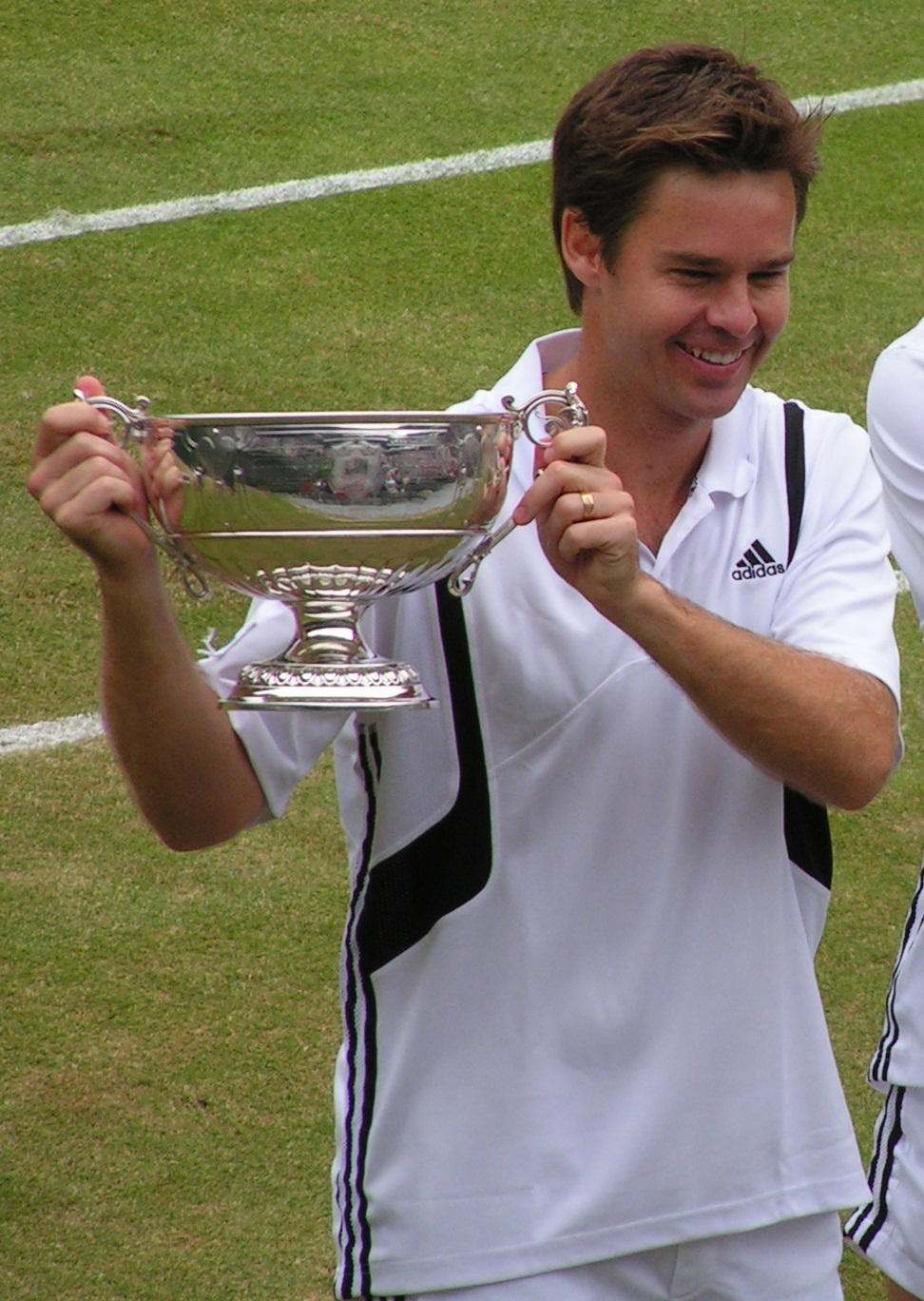
Тодд Вудбрідж

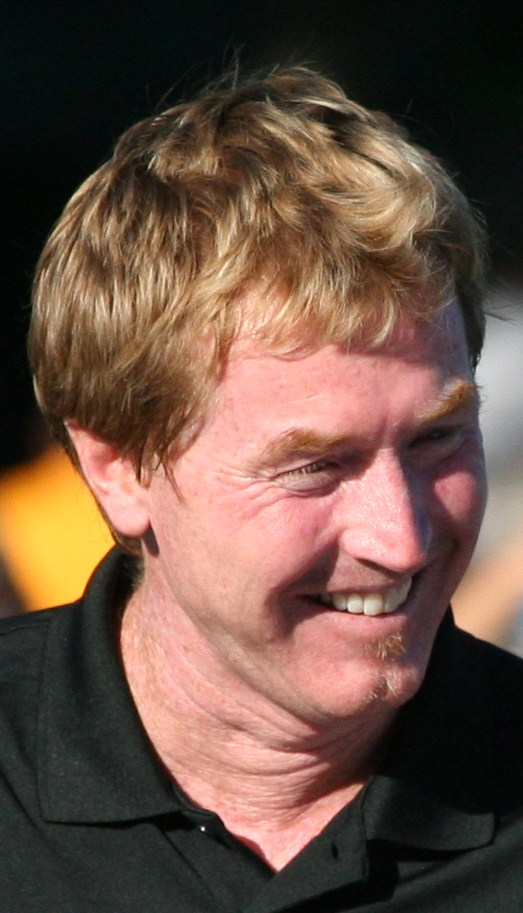
Марк Вудфорд

Вудіз — ім'я, яким називали австралійську пару тенісистів Тодд Вудбрідж / Марк Вудфорд, що домінувала в тенісі упродовж 1990-х років. Їх п'ять разів визнавали найкращою парою року ATP, вони виграли 11 турнірів Великого шолома й загалом 61 турнір ATP туру. 1996 року, на Олімпіаді в Атланті Вудіз стали олімпійськими чемпіонами, а через чотири роки, в Сіднеї, вибороли срібні олімпійські медалі. 
Пара поєднувала потужну гру Марка Вудфорда на задній лінії й швидкість реакції Тодда Вудбріджа на сітці. Серед 11 перемог на турнірах Великого шолома одна була здобута на Ролан Гарросі, дві — в Австралії,  дві на чемпіонаті США й рекордні 6 — на Вімблдоні.
Вудіз виступали за Австралію в Кубку Девіса й тричі грали в фіналах. 1999 року Австралійська команда виграла кубок. Тоді в фіналі, що проходив у Парижі, Вудіз перемогли пару Фабріс Санторо / Олів'є Делетр.
Пара розпалася у 2000 році, коли Вудфорд завершив кар'єру. Вудбрідж продовжував успішно грати зі шведом Юнасом Бйоркманом до 2004 року. 
У січні 2010 року, на День Австралії, Вудіз було введено до Міжнародної зали тенісної слави. На Мельбурн-Парк, де проходить Відкритий чемпіонат Австралії з тенісу, тенісистам встановлено бронзові пам'ятники.

## Виноски
1. ↑  Архівована копія. Архів оригіналу за 24 червня 2018. Процитовано 24 червня 2018.{{cite web}}:  Обслуговування CS1: Сторінки з текстом «archived copy» як значення параметру title (посилання)